# Dieter Wonka
Dieter Wonka (* 1954 in Kaufbeuren) ist ein deutscher Journalist. Er ist Chefkorrespondent von RedaktionsNetzwerk Deutschland (RND), der zentralen Redaktion der Madsack Mediengruppe.

## Leben
Wonka wuchs als Sohn Sudetendeutscher in Neugablonz, einem Ortsteil von Kaufbeuren, auf. Sein Vater war Auslieferungsfahrer einer Drogerie und seine Mutter Hausfrau. Er ist Zweitgeborener von drei Kindern.
An der Universität Regensburg studierte er Soziologie und Politologie und gehörte dem Marxistischen Studentenbund Spartakus an. Seine journalistische Karriere begann er Anfang der 1980er-Jahre beim Wiesbadener Kurier. 1982 zog er in die damalige Hauptstadt Bonn und schrieb für die Neue Presse.  Später wechselte er bis 1991 zum Wochenmagazin Stern. Seit 1992 schreibt er für die Leipziger Volkszeitung der Madsack Mediengruppe. Als Korrespondent aus Berlin analysiert er das politische Geschehen und führt die wöchentliche Rubrik Drei Fragen an …. Laut Georg Löwisch gilt der Journalist Wonka als „der härteste Fragensteller Berlins“ (2014).
Seit Oktober 2016 ist Wonka Chefkorrespondent im RND-Hauptstadtbüro.
Wonka tritt als Kommentator in politischen Radio- und TV-Sendungen auf.
Er ist Vater von zwei Kindern und verheiratet mit Jutta Bielig-Wonka, der Leiterin des RTL-Hauptstadtstudios.